# Токарєв Георгій Якимович
Гео́ргій (Єго́р) Яки́мович То́карєв (нар. 1916 — пом. ?) — радянський військовик часів Другої світової війни, розвідник 11-ї гвардійської окремої моторозвідувальної роти 14-ї гвардійської стрілецької дивізії 57-ї армії, гвардії рядовий. Герой Радянського Союзу (1943).

## Життєпис
Народився 19 квітня 1916 (за іншими даними — 1914) року в селі Кругляківці, нині Куп'янського району Харківської області, в селянській родині. Українець.
З 1931 року мешкав у селищі Георгіївці Успенського (нині — Лутугинського) району Ворошиловградської (нині — Луганської) області, працював машиністом розливального крану на Лутугинському заводі прокатних валків.
До Червоної армії призваний Успенським РВК Ворошиловградської області в лютому 1943 року. Учасник німецько-радянської війни з березня 1943 року. Воював на Південно-Західному, 1-у та 2-у Українських фронтах. Брав участь у Білгородсько-Харківській і Полтавсько-Кременчуцькій операціях.
Особливо розвідник 11-ї гвардійської окремої моторозвідувальної роти 14-ї гвардійської стрілецької дивізії гвардії рядовий Г. Я. Токарєв відзначився під час битви за Дніпро. У ніч з 24 на 25 вересня 1943 року на двох рибальських човнах у складі штурмової розвідувальної групи з 7 чоловік під командуванням гвардії старшого лейтенанта А. В. Грязнова першим форсував річку Дніпро в районі села Пушкарівка (нині — в межах міста Верхньодніпровська Дніпропетровської області). Одним з перших дістався правого берега і вогнем з ручного кулемета змусив супротивника відступити. Група зайняла ворожі окопи і протягом наступних двох діб відбила кілька контратак переважаючого чисельно супротивника аж до підходу основних сил дивізії. За цей час особисто знищив зі свого кулемета 17 солдатів ворога. За цей подвиг керівник групи гвардії старший лейтенант А. В. Грязнов, а також гвардії лейтенант О. С. Шопін і гвардії рядові М. І. Обідняк і Г. Я. Токарєв були удостоєні звання Героя Радянського Союзу.
15 жовтня 1943 року отримав важке поранення, внаслідок якого на фронт більше не повернувся. Тривалий час лікувався у шпиталях. У вересні 1944 року демобілізований за станом здоров'я. Повернувся в Георгіївку і до виходу на пенсію в 1965 році працював на розливочному крані Лутугинського заводу прокатних валків.

## Нагороди
Указом Президії Верховної Ради СРСР від 20 грудня 1943 року за зразкове виконання бойових завдань командування на фронті боротьби з німецькими загарбниками та виявлені при цьому відвагу і героїзм, гвардії рядовому Токарєву Георгію Якимовичу присвоєне звання Героя Радянського Союзу з врученням ордена Леніна і медалі «Золота Зірка».
Також нагороджений орденами Вітчизняної війни 1-го ступеня (11.03.1985) та двома Червоної Зірки (23.09.1943, 30.09.1943), медалями.